# Controvérsias envolvendo o metrô de São Paulo
Desde a sua criação, o sistema do metrô de São Paulo esteve envolvido em uma série de controvérsias, como superlotação, poluição sonora e casos de corrupção.

## Superlotação

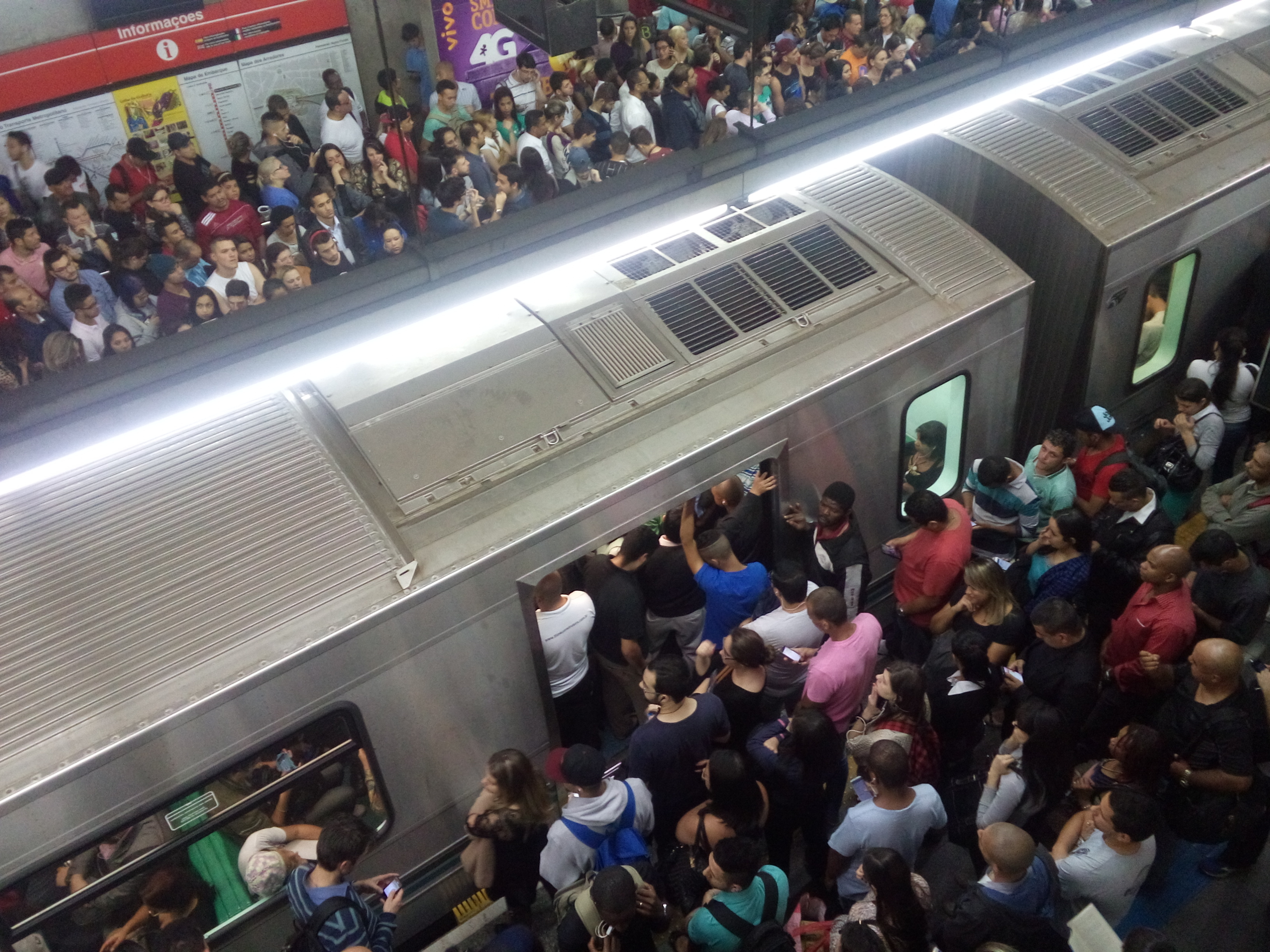
Superlotação no Terminal Intermodal Palmeiras-Barra Funda

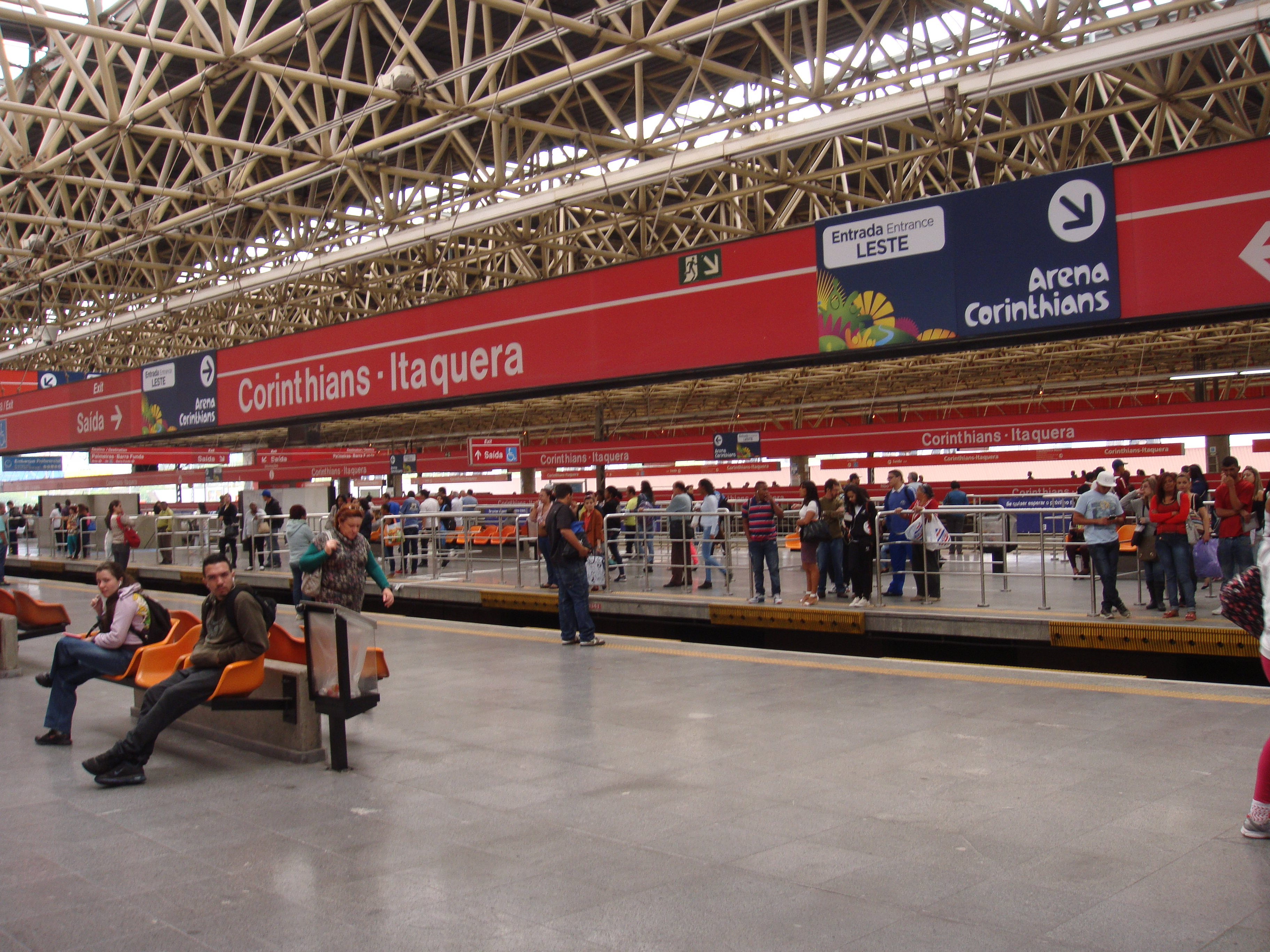
Estação Corinthians-Itaquera da Linha 3 – Vermelha. Por essa estação embarcam cerca de cem mil passageiros por dia. O número de passageiros que embarca diariamente nas estações da Zona Leste da cidade de São Paulo é equivalente ao da população de Ribeirão Preto.

A primeira linha do Metrô foi inaugurada em São Paulo no ano de 1974 com apenas sete estações. Um ano depois, foi concluída a primeira que contava com cerca de 16,7 quilômetros de extensão e vinte estações. Nessa época a cidade possuía cerca de seis milhões de habitantes. Atualmente São Paulo possui cerca de doze milhões de habitantes, enquanto que a rede de metrô possui seis linhas, 101 quilômetros de extensão e 89 estações, não crescendo de forma proporcional, por isso é ainda considerada insuficiente para as dimensões da cidade.

### Zona Leste
A pequena rede de Metrô passou a transportar cada vez mais passageiros, principalmente na Zona Leste da cidade, que concentra mais de 3,6 milhões de habitantes e é servida em sua maior parte apenas pela Linha 3–Vermelha (algumas regiões são parcialmente atendidas pelas linhas 11 e 12 do Trem Metropolitano, e, recentemente foi ampliada a Linha 2–Verde, porém apenas uma de suas novas estações encontra-se na Zona Leste) e pela Linha 15–Prata. O crescimento da demanda da Linha 3 foi tão alto ao ponto dela ser considerada a Linha de Metrô mais lotada do mundo, transportando cerca de 1,5 milhão de passageiros por dia (sendo mais de seiscentos mil oriundos apenas das estações da Zona Leste). Essa superlotação (que chegou a atingir dez passageiros por metro quadrado dentro dos vagões em 2009) tem gerado um grande número de falhas e panes no sistema do Metrô, afetando sua qualidade e provocando a mais baixa avaliação de qualidade da história do sistema pelos seus passageiros.

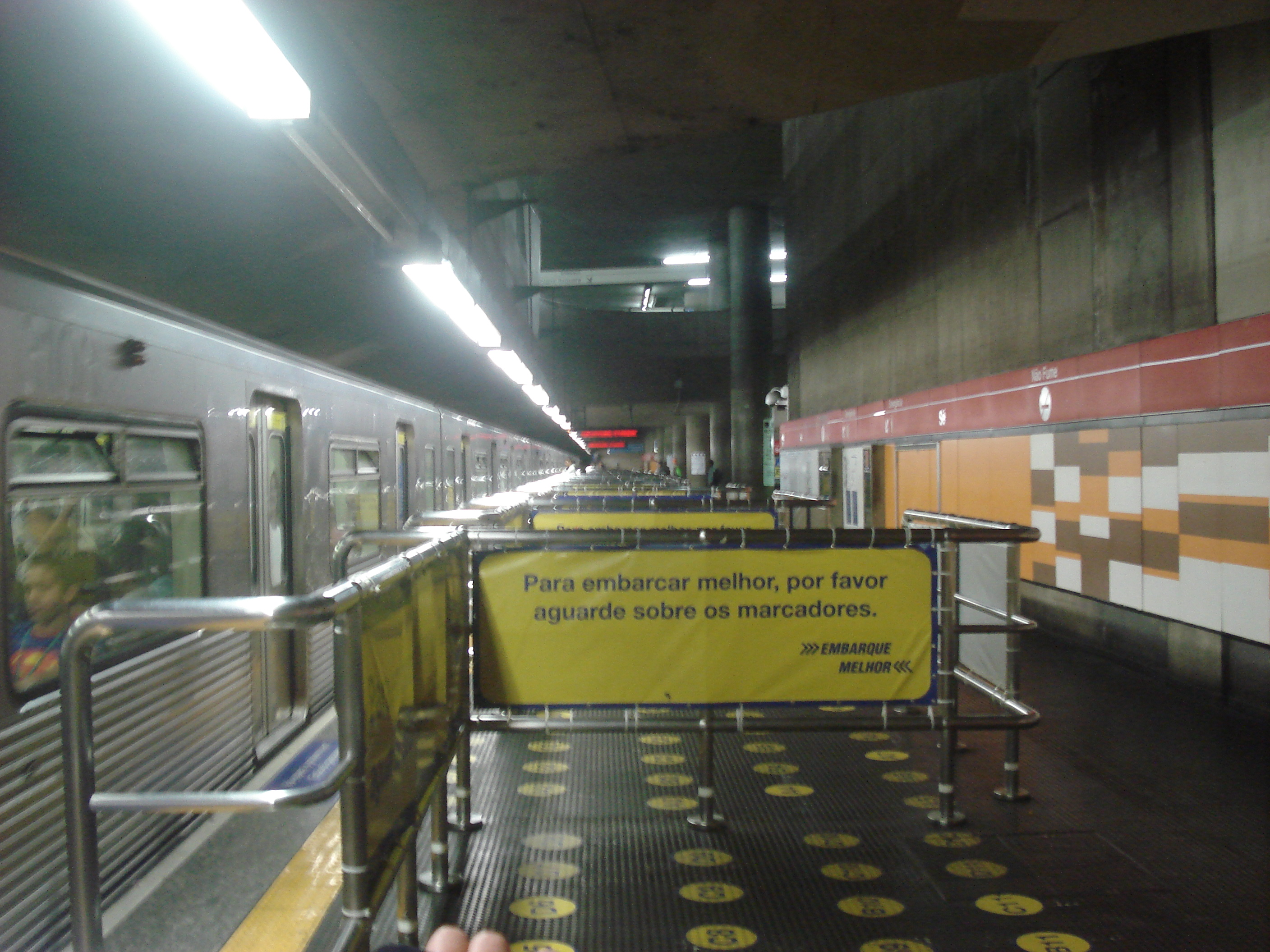
Direcionadores de fluxo instalados na plataforma da estação Sé (Linha 3–Vermelha). Esses dispositivos foram criados para organizar os embarques e diminuir os tumultos durante os horários de pico

Para diminuir esse número de falhas, o governo estadual aposta em duas frentes:
- Modernização dos sistemas de comunicação e sinalização da Linha 3 (que diminuirá o intervalo dos trens);[3]
- Ampliação da rede do Metrô na Zona Leste,[4] com três linhas projetadas (extensão da Linha 2–Verde até Tiquatira ou Dutra) e linhas 6–Laranja e 15–Prata) para atender essa região, das quais a Linha 15 já se encontra parcialmente em operação e parcialmente em obras;

Até a conclusão dessas obras, previstas para 2020,(que se encontram atrasadas por problemas judiciais e técnicos), o Metrô continua tomando medidas meramente paliativas contra a superlotação como o embarque preferencial de idosos, gestantes, deficientes,etc, nos horários de pico no primeiro vagão de cada trem em algumas estações, trens extras nos trechos mais carregados nos horários de pico, a diminuição do número de bancos dos trens, direcionadores de fluxo nas plataformas etc.

### Zona Sul
A Zona Sul, somada à Zona Centro-Sul, concentra cerca de 2,9 milhões de habitantes da cidade de São Paulo. Existem hoje duas linhas ferroviárias (Linha 5–Lilás do Metrô e a Linha 9–Esmeralda do Trem Metropolitano), além de corredores de ônibus (diversos deles da SPTrans e o Corredor Metropolitano ABD, criado pela EMTU) atendendo a região. Porém, somente uma linha de metrô liga a Zona Sul à Zona Central de São Paulo. Diariamente, cerca de 363 mil passageiros oriundos das estações da Zona Sul (e após utilizarem em sua maioria ao menos uma linha de ônibus para chegar ao Metrô) viajam pela Linha 1–Azul, enquanto que os demais passageiros da Zona Sul se dividem pelas poucas (e sobrecarregadas) opções de acesso da região como os corredores de ônibus Santo Amaro - 9 de Julho, Vereador José Diniz e M'Boi Mirim. Com isso, a Linha 1–Azul sofre de superlotação, transportando cerca de oito passageiros por metro quadrado.
Para atender essa região foi desenvolvido o projeto da Linha 5–Lilás, que quando concluído ligará os bairros de Jardim Ângela e Vila Mariana. Desenvolvido desde meados dos anos 1990, teve suas obras iniciadas em 1998 e o primeiro trecho inaugurado em 2002, ligando os bairros de Capão Redondo e Santo Amaro. Sua ampliação até o bairro de Vila Mariana é prometida desde essa época, embora somente em 2009 tenham sido iniciadas timidamente as obras de expansão da linha. Em 2011 essas obras seriam temporariamente paralisadas por suspeitas de corrupção. Em 2019, as obras de expansão  da Linha 5-Lilás entre Capão Redondo e Chácara Klabin (na Vila Mariana) foram concluídas. 

### Lotação dos trens nos horários de pico
Segundo entidades e especialistas da área de transportes, o número de passageiros ideal por metro quadrado em cada carro de passageiros é de no máximo seis passageiros.
| Linha      | Média de passageiros por m² (por vagão) em 2007 | Média de passageiros por m² (por vagão) em 2008 | Média de passageiros por m² (por vagão) em 2009 | Média de passageiros por m² (por vagão) em 2010 | Média de passageiros por m² (por vagão) em 2011 | Média de passageiros por m² (por vagão) em 2012 | Média de passageiros por m² (por vagão) em 2013 | Média de passageiros por m² (por vagão) em 2014 | Média de passageiros por m² (por vagão) em 2015 (janeiro/junho) |
| ---------- | ----------------------------------------------- | ----------------------------------------------- | ----------------------------------------------- | ----------------------------------------------- | ----------------------------------------------- | ----------------------------------------------- | ----------------------------------------------- | ----------------------------------------------- | --------------------------------------------------------------- |
| 1 Azul     | 6,7                                             | 7,6                                             | 8                                               | 9                                               | 8                                               | 8                                               | 4,9                                             | 5                                               | 4,8                                                             |
| 2 Verde    | 4,1                                             | 4,8                                             | 5                                               | 5,9                                             | 7                                               | 6,7                                             | 4,8                                             | 4,6                                             | 4,7                                                             |
| 3 Vermelha | 8,7                                             | 9,2                                             | 10                                              | 10,9                                            | 8                                               | 8                                               | 8                                               | 7,7                                             | 7,4                                                             |
| 4 Amarela  | N/D                                             | N/D                                             | N/D                                             | N/D                                             | N/D                                             | 4,3                                             | N/D                                             | N/D                                             | N/D                                                             |
| 5 Lilás    | 3,4                                             | 3,9                                             | 4,1                                             | 4,5                                             | ?                                               | 4,5                                             | 5,3                                             | 5,9                                             | 6,1                                                             |

## Impacto ambiental

### Poluição sonora
A poluição sonora é um dos principais problemas das linhas do metrô elevadas e em superfície, sobretudo as mais antigas, implantadas nas décadas de 1970 e 1980. Durante a implantação do Metrô nos anos 1970, não havia legislação ambiental regulamentada que regulasse o nível máximo de ruído produzido pelo sistema de Metrô, de forma que a passagem de trens nas linhas elevadas e em superfície chega a produzir sons de 75 a 80 dB (em alguns trechos como entre as estações Barra Funda e Marechal Deodoro ocorrem picos de 90 dB a 100 dB de níveis de ruído), similar ao de avenidas de alto tráfego, conforme constatado pela CPI da Poluição realizada em 2006 pela Câmara Municipal de São Paulo. As primeiras barreiras acústicas seriam instaladas em meados de 2009, na região da estação Parada Inglesa, custando cerca de R$ 4,7 milhões. Recentemente a Cia do Metropolitano iniciou a instalação de barreiras acústicas nos trechos elevados da Linha 3 Vermelha
| | | | |
| | | | |
| Conjuntos habitacionais da COHAB em Artur Alvim vistos da janela de um trem do Metrô. Segundo a CPI da Poluição foram detectados nos apartamentos níveis de ruído de 75 decibéis (com picos de 85-90 decibéis) durante a passagem dos trens. | Aspecto de via elevada do Metrô próxima à estação Parada Inglesa. Em meados de 2009, esse trecho recebeu painéis metálicos (vistos à direita) para minimizar o nível de ruído durante a passagem dos trens. | Trem do Metrô passa sobre elevado, no trecho entre as estações Sacomã e Tamanduateí, revestido com barreira acústica para minimizar a poluição sonora causada pelos trens. | Trem do Metrô passa sobre elevado, próximo à Estação Santo Amaro. Alguns trechos da Linha 5–Lilás também receberam painéis metálicos para minimizar o nível de ruído durante a passagem dos trens, já que uma parte da linha é elevada. |

## Suspeitas de corrupção

### Propinoduto
Em maio de 2008, o site do jornal O Estado de S. Paulo, republicando informações originalmente difundidas pelo jornal norte-americano The Wall Street Journal, revelou a existência de uma investigação conduzida pela polícia suíça acerca de um suposto pagamento de propinas (num valor estimado em 6,8 milhões de dólares) pela multinacional francesa Alstom a funcionários do Governo do Estado de São Paulo, visando obter um contrato de 45 milhões de reais para fornecer equipamentos utilizados nas obras de expansão do metrô paulistano. A polícia suíça solicitou a colaboração de seus pares na França e no Brasil para elucidar o caso e repassou às autoridades locais uma lista com 24 nomes de pessoas suspeitas de participar do esquema em diferentes países - entre eles um brasileiro, intermediário de um político não identificado, que teria negociado com a Alstom apoio junto ao Governo do Estado para a obtenção do contrato supracitado em troca de uma "comissão" de 7,5% do valor contratado.
Após a revelação da denúncia, as bancadas do Partido dos Trabalhadores (PT) na Assembleia Legislativa do estado e na Câmara Municipal da capital paulista iniciaram uma ofensiva para investigar as denúncias e cobrar explicações do Governo do Estado, então gerido por José Serra, do Partido da Social Democracia Brasileira (PSDB). Após investigação interna, o PT afirmou ter encontrado seis contratos julgados como irregulares pelo Tribunal de Contas do Estado de São Paulo (TCE), envolvendo a Alstom, o metrô, a CPTM e a Companhia Energética de São Paulo (CESP). A maior parte dos contratos foi firmada nos governos de Mário Covas e Geraldo Alckmin. Na gestão Serra, teriam sido feitos aditivos de contratos com a Alstom para fornecimento de 22 trens, no valor de dois bilhões de reais. Segundo o site Terra Magazine, um dos contratos entre a Alstom e o metrô sob suspeitas de irregularidades havia durado dez anos a mais do que o estipulado inicialmente. O único conselheiro do TCE a votar a favor deste contrato, Robson Marinho, ex-secretário da Casa Civil durante o governo Mário Covas (1995-1997), tivera sua viagem à Copa da França ocorrida naquele ano bancada pela Alstom.
O PT iniciou processo para instalação de uma Comissão Parlamentar de Inquérito (CPI) na Assembleia Legislativa, mas a mesma foi suspensa por ordem do desembargador Armando Toledo, do Tribunal de Justiça de São Paulo, junto com outros quatro pedidos de investigação que já estavam em curso, relacionados a outras suspeitas de irregularidades em obras públicas do governo paulista. O então líder do PSDB na Assembleia Legislativa, Orlando Morando, disse que as acusações do PT eram "choro de viúva", desqualificando-as por um suposto caráter eleitoreiro.
O caso, apelidado de "propinoduto", voltou à pauta da imprensa em fevereiro de 2011, quando o portal R7 publicou uma reportagem informando sobre a existência de novas informações sigilosas, fornecidas por uma testemunha anônima, que teria acompanhado de perto os contratos firmados entre o governo paulista e a Alstom. Entre as novidades trazidas ao caso, está o alegado envolvimento de uma outra multinacional, a alemã Siemens, no pagamento de propinas a membros do governo paulista para a obtenção de contratos com o Metrô de São Paulo e com a CPTM, relacionados à aquisição de trens e à construção da Linha 5 do metrô. O governo de José Roberto Arruda, então filiado ao partido Democratas (DEM), também foi implicado nas denúncias de corrupção, por meio de contratos para prestação de serviços ao Metrô do Distrito Federal.
Segundo as novas denúncias, a propina chegava ao Brasil por meio de duas offshores (empresas de paraísos fiscais) situadas no Uruguai, a  Leraway e a Gantown, que eram sócias das companhias brasileiras Procint e Constech, pertencentes aos lobistas Arthur Teixeira e Sergio Teixeira. A testemunha apresentou cópias de contratos firmados entre a Siemens e as duas offshores uruguaias. Promotores confirmaram a autenticidade dos documentos, enviados para análise do Ministério Público de São Paulo e do Ministério Público Federal. As investigações ainda estão em curso. Em notas oficiais, as multinacionais Alstom e Siemens negaram quaisquer irregularidades, afirmando que as denúncias "não foram comprovadas e não estão embasadas em provas concretas." O Metrô de São Paulo também afirma desconhecer os fatos mencionados e diz que seus contratos "obedecem à legislação específica que norteia a lisura do processo licitatório". A Companhia do Metropolitano do Distrito Federal afirma que a licitação "foi acompanhada em todas as suas etapas pelos órgãos de controle externo".
Novas provas de corrupção surgiram em Julho de 2013, por investigações na Alemanha e na Suíça, e acordo de delação premiada entre o Cade e a Siemens. O caso começa a ganhar os apelidos de "propinoduto tucano" e "trensalão". A Revista Semanal "Isto é" dedica uma série de reportagens sobre o assunto, assim como os jornais "Estado de São Paulo" e "Folha de S.Paulo". Nestas, o caso é tratado como cartel, mas surgem provas de participação de funcionários dos Governos Estaduais de SP e DF, além de movimentações em contas em paraísos fiscais que indicam prática de caixa 2 e provável pagamento de propina.

### Licitação da Linha 5
Em 26 de outubro de 2010, o jornal Folha de S. Paulo publicou notícia informando que tivera acesso ao resultado da licitação pública para a construção dos lotes de três a oito da Linha 5 do Metrô de São Paulo seis meses antes da divulgação do resultado oficial. A Folha de S. Paulo já havia registrado em cartório e em vídeo os nomes dos vencedores do processo licitatório entre os dias 20 e 23 de abril daquele ano. A licitação, com um valor superior a quatro bilhões de reais, fora aberta em outubro de 2008, durante a gestão de José Serra, que na ocasião da divulgação da notícia havia se afastado do governo do Estado para disputar a eleição presidencial de 2010. O jornal registrou corretamente não apenas os nomes das construtoras que venceriam a licitação (Camargo Corrêa, Andrade Gutierrez e o consórcio Metropolitano, formado por Odebrecht (atual OEC), OAS e Queiroz Galvão) como também a distribuição dos lotes entre as construtoras. Após a publicação da notícia, o metrô divulgou nota dizendo que iria investigar o ocorrido. Duas das construtoras responderam aos questionamentos do jornal negando irregularidades. Procurado pela imprensa, o ex-governador José Serra negou a existência de irregularidades e afirmou não ver motivos para investigar as denúncias. O então governador Alberto Goldman negou responsabilidade sobre o ocorrido.

## Cancelamento da Linha 18
Em sua campanha para o Governo de São Paulo, João Doria (PSDB) prometeu levar adiante o projeto da Linha 18–Bronze, que seria a primeira linha de metrô na região do ABC Paulista. Após assumir o governo em 2019, rumores de que a linha poderia ser substituída por um modelo de BRT começaram a se espalhar, o que causou revolta em parte dos moradores do ABC. Em 3 de julho, Doria e o secretário de Transportes Metropolitanos, Alexandre Baldy (PP), anunciaram que o projeto da Linha 18–Bronze seria cancelado - mesmo com o projeto estando já licitado, com contratos assinados com a concessionária - e substituído por um sistema de BRT, que faria o mesmo caminho do monotrilho. Também confirmou a extensão da futura Linha 20–Rosa, cujo projeto original indicava o trajeto entre as estações Lapa e Moema, até a então projetada estação Afonsina.

## Imagem do Metrô
Em 1985 a Associação Nacional de Transportes Públicos (ANTP) contratou a empresa Gallup para realizar a avaliação da imagem dos transportes públicos da Grande São Paulo, incluindo o Metrô. Entre todos os meios de transporte público avaliados (metrô, trens urbanos, ônibus municipais e intermunicipais), o Metrô conseguiu alcançar o primeiro lugar, sendo o melhor meio de transporte avaliado pela população da Grande São Paulo (embora com uma acentuada queda de qualidade no governo Quércia).
| Avaliação de Imagem do Metrô de São Paulo pela população segundo a ANTP/Gallup (1985-1996) | Avaliação de Imagem do Metrô de São Paulo pela população segundo a ANTP/Gallup (1985-1996) | Avaliação de Imagem do Metrô de São Paulo pela população segundo a ANTP/Gallup (1985-1996) |
| Ano                                                                                        | Aprovação média (0-100)                                                                    | Governo                                                                                    |
| ------------------------------------------------------------------------------------------ | ------------------------------------------------------------------------------------------ | ------------------------------------------------------------------------------------------ |
| 1985                                                                                       | 97,5                                                                                       | Montoro                                                                                    |
| 1986                                                                                       | 93                                                                                         | Montoro                                                                                    |
| 1987                                                                                       | 82,5                                                                                       | Quércia                                                                                    |
| 1988                                                                                       | 86                                                                                         | Quércia                                                                                    |
| 1989                                                                                       | 71                                                                                         | Quércia                                                                                    |
| 1990                                                                                       | 80,5                                                                                       | Quércia                                                                                    |
| 1991                                                                                       | 85                                                                                         | Fleury                                                                                     |
| 1992                                                                                       | 90                                                                                         | Fleury                                                                                     |
| 1993                                                                                       | 94                                                                                         | Fleury                                                                                     |
| 1994                                                                                       | 94                                                                                         | Fleury                                                                                     |
| 1995                                                                                       | 89,5                                                                                       | Covas                                                                                      |
| 1996                                                                                       | 85,5                                                                                       | Covas                                                                                      |

Posteriormente a ANTP contratou outras empresas de consultoria e realizou uma nova série da pesquisa entre 1999 e 2012. Em 2011 o Metrô de São Paulo perdeu a liderança do ranking pela primeira vez em sua história, sendo superado pelo Corredor Metropolitano São Mateus–Jabaquara. Em 2014 o Metrô alcançou a nota 64, a pior desde a realização da pesquisa em 1985.
| Avaliação de Imagem do Metrô de São Paulo pela população segundo a ANTP (1999-2014) | Avaliação de Imagem do Metrô de São Paulo pela população segundo a ANTP (1999-2014) | Avaliação de Imagem do Metrô de São Paulo pela população segundo a ANTP (1999-2014) |
| Ano                                                                                 | Aprovação média (0-100)                                                             | Governo                                                                             |
| ----------------------------------------------------------------------------------- | ----------------------------------------------------------------------------------- | ----------------------------------------------------------------------------------- |
| 1999                                                                                | 96                                                                                  | Covas                                                                               |
| 2000                                                                                | 94                                                                                  | Covas                                                                               |
| 2001                                                                                | 90                                                                                  | Alckmin                                                                             |
| 2002                                                                                | 90                                                                                  | Alckmin                                                                             |
| 2003                                                                                | 93                                                                                  | Alckmin                                                                             |
| 2004                                                                                | 92                                                                                  | Alckmin                                                                             |
| 2005                                                                                | 90                                                                                  | Alckmin                                                                             |
| 2006                                                                                | 93                                                                                  | Lembo                                                                               |
| 2007                                                                                | 85                                                                                  | Serra                                                                               |
| 2008                                                                                | 82                                                                                  | Serra                                                                               |
| 2009                                                                                | 82                                                                                  | Serra                                                                               |
| 2010                                                                                | 84                                                                                  | Goldman                                                                             |
| 2011                                                                                | 74                                                                                  | Alckmin                                                                             |
| 2012                                                                                | 75                                                                                  | Alckmin                                                                             |
| 2013                                                                                | Não realizada                                                                       | Alckmin                                                                             |
| 2014                                                                                | 64                                                                                  | Alckmin                                                                             |